# Estação Rio Grande da Serra
A Estação Rio Grande da Serra é uma estação ferroviária, pertencente à Linha 10–Turquesa da CPTM, localizada no município de Rio Grande da Serra. Desde 2002 é a estação terminal da Linha 10.

## História
A estação foi inaugurada com o nome de Rio Grande, construída de pau a pique e plataforma não ladrilhada. Local deserto na época, era uma estação intermediária para alimentação de água das locomotivas e cruzamentos de trens. Foi a segunda estação ferroviária construída no estado de São Paulo.
Rio Grande da Serra tornou-se município em 1964, com o nome atual. Sua estação continua a mesma do início do século, bem conservada. Funciona hoje atendendo aos trens metropolitanos da CPTM, sendo ponta de linha, já que a continuação para Paranapiacaba não recebe mais trens desde 2002.

## Ferroanel
O projeto do Contorno Ferroviário da Região Metropolitana de São Paulo, considera a Estação Evangelista de Souza como ponto inicial do trecho do Ferroanel Sul. O traçado ligará Ouro Fino Paulista, em Ribeirão Pires, à Estação Evangelista de Souza, em Parelheiros, permitindo que os trens de carga atravessem a Região Metropolitana de São Paulo sem interferir no transporte de passageiros da Companhia Paulista de Trens Metropolitanos.

## Características
| Sigla | Estação             | Inauguração             | Integração               | Plataformas | Posição    | Notas               |
| ----- | ------------------- | ----------------------- | ------------------------ | ----------- | ---------- | ------------------- |
| RGS   | Rio Grande da Serra | 16 de fevereiro de 1867 | Bilhete Único da SPTrans | Laterais    | Superfície | Construída pela SPR |

## Diagrama da estação
| 1 |

|  | ↑ a ↑ |

|  | ↕ b ↕ |

| 2 |

| 1 |

|  | ↑ a ↑ |

|  | ↕ b ↕ |

| 2 |

| 1 |

|  | ↑ a ↑ |

|  | ↕ b ↕ |

| 2 |

| 1 |

|  | ↑ a ↑ |

|  | ↕ b ↕ |

| 2 |